# Interleukin-2
Interleukin-2 (IL-2), ursprünglich auch als T-Zell-Wachstumsfaktor (engl. T-cell growth factor, TCGF) bezeichnet, ist ein Protein aus der Familie der Zytokine. Es wird insbesondere von aktivierten T-Zellen gebildet.
Rekombinant hergestelltes humanes Interleukin-2 (Freiname: Aldesleukin) wird als Arzneistoff zur Behandlung des Nierenzellkarzinoms eingesetzt.

## Aufbau und Funktion

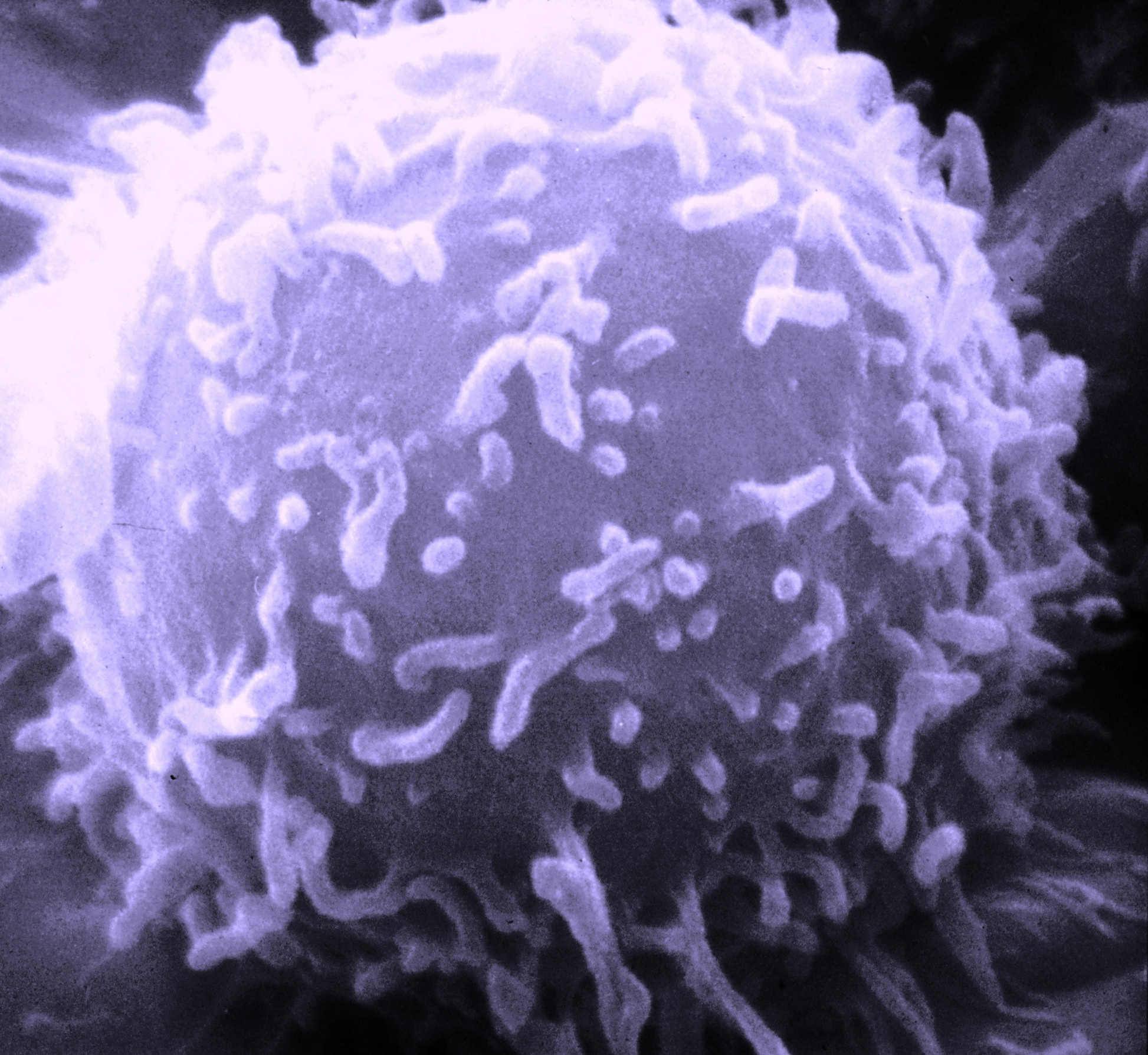
Ein humaner Lymphozyt unter dem Rasterelektronenmikroskop. Die Proliferation von Lymphozyten wird durch Interleukin-2 angeregt.

Interleukin-2 hat eine molare Masse von 15,4 kDa und besteht aus 133 Aminosäuren. Es wird im Körper von aktivierten T-Zellen ausgeschüttet. Das Genprodukt besteht ursprünglich aus 153 Aminosäuren. Nach Abspaltung eines aus 20 Aminosäuren aufgebauten Signalpeptids bleiben so 133 Aminosäuren in der reifen Form übrig. Das Molekül enthält eine über zwei Cysteine aufgebaute Disulfidbrücke, die für die Funktion des Proteins essentiell ist. Eine einzelne nicht essentielle Zuckerkette ist O-glykosidisch an Threonin gebunden.

### Synthese
IL-2 wird hauptsächlich von aktivierten T-Zellen sezerniert, vor allem von aktivierten CD4+- und CD8+-Zellen. In geringerem Maße wird Interleukin-2 auch von dendritischen Zellen (DC), natürlichen Killerzellen (NK), natürlichen Killer-T-Zellen (NKT) und Mastzellen gebildet.
In naiven T-Lymphozyten werden das activator protein 1 (AP-1), NFkB und NFAT mit Hilfe von TCR und Co-stimulierenden Molekülen, z. B. CD28, aktiviert. Diese Transkriptionsfaktoren induzieren die Expression des IL2-Gens. Die Expression des IL2-Gens führt zur Bildung der IL-2-mRNA und zur Synthese des IL-2-Proteins. Das Ausmaß und die Dauer der IL-2-Produktion wird von transkriptionellen und post-transkriptionellen Mechanismen bestimmt.

### IL-2-Rezeptor
Das reife Protein bindet an den IL-2-Rezeptor, der sich aus drei Untereinheiten (α, β und γ) zusammensetzt und im Wesentlichen von T-Zellen exprimiert wird. Die β- und γ-Untereinheiten (CD122 beziehungsweise CD132) sind dabei stets auf der Zellmembran vorhanden. Die α-Untereinheit (CD25) wird erst dann exprimiert, wenn ein Antigen die entsprechende T-Zelle aktiviert. Erst wenn alle drei Untereinheiten vorhanden sind, ist die Affinität von IL-2 ausreichend hoch, um an den Rezeptor zu binden. Nach der Bindung an den Rezeptor wird eine komplexe Signalkaskade induziert, die unter anderem folgende Effekte im Rahmen der Immunantwort auslöst:
- Die Proliferation und Differenzierung von B- und T-Lymphozyten wird angeregt.

- Die Produktion verschiedener anderer Interleukine, Interferone und Tumornekrosefaktoren wird stimuliert.
- Zytotoxische Zellen wie Natürliche Killerzellen (NK-Zellen), lymphokinaktivierte Killerzellen (LAK-Zellen) und tumorinfiltrierende Lymphozyten (TIL-Zellen), die ebenfalls den IL-2-Rezeptor exprimieren, werden aktiviert beziehungsweise zur Proliferation angeregt.[5]
- In aktivierten Makrophagen wird die Zytotoxizität stimuliert.[6]

## Genetik
Das beim Menschen für Interleukin-2 codierende Gen IL2 liegt auf Chromosom 4 Genlocus q26-q27.
Defekte in diesem Gen führen zu einer speziellen Form der Severe Combined Immunodeficiency (dt. „schwerer kombinierter Immundefekt“), einer sehr ernsthaften angeborenen Störung des Immunsystems.
Das Gen für den IL-2-Rezeptor befindet sich beim Menschen auf Chromosom 10.

## Aldesleukin (rIL-2)
Aldesleukin (chemisch: Interleukin-2 [des-alanyl-1, serin-125]; CAS-Nummer [85898-30-2]) wird durch rekombinante DNA-Technologie mit Hilfe von Stämmen gentechnisch veränderter Escherichia coli biotechnologisch hergestellt. Das verwendete menschliche Gen wurde dabei modifiziert, so dass sich synthetisches Aldesleukin vom humanen Interleukin-2 wie folgt unterscheidet:
- Aldesleukin ist nicht glykosyliert, da es in einem modifizierten E.Coli-Stamm hergestellt wird
- das Peptid hat am N-Terminus kein Alanin (das Codon für diese Aminosäure wurde gelöscht) und
- in Position 125 der Peptidsequenz ist Cystein durch Serin ersetzt.

Dadurch wird ein – im Vergleich zu IL-2 – homogeneres Produkt mit weitgehend gleichen Eigenschaften erhalten.
Die Aminosäurensequenz im Einbuchstabencode ist:

```
PTSSSTKKTQ LQLEHLLLDL QMILNGINNY KNPKLTRMLT FKFYMPKKAT
ELKHLQCLEE ELKPLEEVLN LAQSKNFHLR PRDLISNINV IVLELKGSET
TFMCEYADET ATIVEFLNRW ITFAQSIIST LT
```

### Indikation und typische Dosierung
Seit 1984 wird Aldesleukin in einer Vielzahl von klinischen Studien als Krebsimmuntherapeutikum getestet. Durch die Aktivierung von Abwehrzellen, die in der Lage sind, auch Tumorzellen auszuschalten, ist Aldesleukin vor allem bei solchen Tumoren potenziell wirksam, die von sich aus eine Immunantwort des Körpers auslösen. Dies sind vor allem das Nierenzellkarzinom und das maligne Melanom. Bei diesen beiden Krebserkrankungen wurden auch bisher die vielversprechendsten Resultate erhalten. In der EU ist Aldesleukin zur Behandlung des fortgeschrittenen metastasierten Nierenzellkarzinoms, wo es zusammen mit Interferonen und verschiedenen Zytostatika eingesetzt wird, zugelassen. In allen anderen Indikationsfeldern wird Aldesleukin ausschließlich im Rahmen von klinischen Studien getestet. Die Ziele dieser Studien sind die Weiterentwicklung der Therapieform, die Reduzierung der Nebenwirkungen, eine verbesserte Wirksamkeit in Kombination mit anderen Therapieformen und die Möglichkeit der langfristigen Gabe im Rahmen einer Erhaltungstherapie.
Üblicherweise wird Aldesleukin über fünf Tage als 24-stündige Dauerinfusion verabreicht. Die Dosierung liegt dabei meist bei 1,1 mg Wirkstoff pro Tag und m² Körperoberfläche. Die gleiche Infusion wird nach einer zwei- bis sechstägigen Pause wiederholt. Anschließend erfolgt in den meisten Fällen eine dreiwöchige Behandlungspause, was den kompletten Induktionszyklus abschließt. Deutlich niedriger dosierte Erhaltungszyklen bekommen Patienten, die eine Remission oder einen Stillstand der Erkrankung erreicht haben.

### Pharmakokinetik
Bei der einmaligen intravenösen Applikation zeigt Aldesleukin eine bi-exponentielle Clearance-Kurve. Die Plasmahalbwertszeit α beträgt ungefähr 13 Minuten und die Plasmahalbwertszeit β etwa 85 Minuten.

### Nebenwirkungen
Die Nebenwirkungen von Aldesleukin sind für Patienten – insbesondere bei hoher Dosierung – erheblich. Dies führt auch zu einer Reihe von Kontraindikationen, die die Anwendung von Aldesleukin bei einigen Patienten verbieten. Etwa 3 % der behandelten Patienten starb an den Nebenwirkungen der Behandlung.
Autoimmunerkrankungen können durch die systemische Gabe von Aldesleukin verstärkt werden. All diese Nebenwirkungen sind – ausgenommen einiger Fälle von Schilddrüsenunterfunktion – mit dem Beenden der Aldesleukin-Therapie wieder reversibel. Mit Röntgenkontrastmitteln können schwere allergische Reaktionen ausgelöst werden. Diese können auch verzögert (1h - 1 Woche) nacht der Kontrastmittelgabe auftreten.
Interleukin-2 wurde auch kausal mit Pleuraerguss in Verbindung gebracht.
Die Nebenwirkungen sind vor allem bei der Bolusinjektion – eine intravenöse Gabe innerhalb weniger Sekunden – stark ausgeprägt. Wird Aldesleukin subkutan verabreicht oder langsam infundiert, so sind die Nebenwirkungen bei ähnlicher Wirksamkeit deutlich reduziert. Die Bolusinjektion wird daher kaum noch angewendet.

## Historisches
Interleukin-2 war das erste Interleukin, das entdeckt wurde. 1976 beschrieben Doris Morgan, Frank Ruscetti und Robert Charles Gallo ein neues Glycoprotein, das in der Lage ist, T-Lymphozyten aus menschlichem Knochenmark in vitro wachsen zu lassen. 1983 wurde Interleukin-2 erstmals kloniert und sequenziert.
Aldesleukin wurde von der US-amerikanischen Cetus Corp. – nach Übernahme heute Chiron Corporation – entwickelt und 1992 von der FDA für die Behandlung des metastasierten Nierenzellkarzinoms zugelassen. 1998 wurde die Indikation um die Therapie des metastasierten malignen Melanoms erweitert.
In Europa erfolgte 1989 die Zulassung für die Behandlung des metastasierten Nierenzellkarzinoms in den Niederlanden, dann in weiteren Ländern (z. B. Deutschland: 1989, Österreich: 1998).

## Handelsnamen Aldesleukin
Monopräparate: Proleukin (D, AT, CH, Novartis AG, Clinigen Healthcare).